# Selenia postmediojuncta
Selenia postmediojuncta är en fjärilsart som beskrevs av Boyes 1954. Selenia postmediojuncta ingår i släktet Selenia och familjen mätare. Inga underarter finns listade i Catalogue of Life.